# Stopan (wieś)
Stopan (cyr. Стопан) – wieś w Bośni i Hercegowinie, w Republice Serbskiej, w gminie Kotor Varoš. W 2013 roku liczyła 109 mieszkańców.